# Não É Normal
"Não É Normal" é um single da banda de rock brasileira NX Zero, retirado do álbum ao vivo que comemora os dez anos de carreira da banda, Multishow Ao Vivo: Nx Zero 10 anos. Foi disponibilizado na noite de 8 de agosto de 2011 junto ao videoclipe e lançado nas rádios de todo o Brasil no dia seguinte. Teve o lançamento por meio de um Twitcam realizado pela banda.

## Posições nas paradas
Na mesma semana em que foi lançada, foi lançamento no programa Hit Parade Brasil da Rádio Jovem Pan, e estreou em #65 no Hot 100 Brasil, e na semana seguinte subiu para #37 subindo 28 posições, em sua terceira semana em #26 na quarta semana ocupou a posição #14 e na quinta conseguiu um pico na #8 posição. Na sexta semana, a música pulou para seu pico atual, #3. A canção também chegou à posição mais alta do Brasil Hot 100.
| Paradas (2010)               | Melhor posição |
| ---------------------------- | -------------- |
| Brasil Hot 100 Singles       | 1              |
| BrasilBrasil Hot 100 Airplay | 3              |

## Prêmios e indicações
| Ano  | Prêmio            | Categoria     | Resultado |
| ---- | ----------------- | ------------- | --------- |
| 2012 | Meus Prêmios Nick | Música do Ano | Venceu    |